# Antocha satsuma
Antocha satsuma är en tvåvingeart som beskrevs av Alexander 1919. Antocha satsuma ingår i släktet Antocha och familjen småharkrankar. Inga underarter finns listade i Catalogue of Life.